# Au fin fond de la fournaise
Pour plus de détails, voir Fiche technique et Distribution.
Au fin fond de la fournaise (Into the Inferno) est un film documentaire germano-américano-canadien de Werner Herzog sorti en 2016. Le film est projeté pour la première fois au festival du film de Telluride le 3 septembre 2016 avant d'être diffusé sur Netflix le 28 octobre de la même année.

## Synopsis
Une exploration des volcans en activité en Indonésie (le Sinabung), Islande, Corée du Nord et en Éthiopie (l'Erta Ale), Herzog suit le volcanologue et co-réalisateur Clive Oppenheimer qui espère minimiser l'impact destructeur des volcans. Herzog désire obtenir une image de nos origines et notre nature en tant qu'espèce. Il trouve le volcan mystérieux, violent et d'une beauté incroyable et explique « [qu'il] n'y en a pas un seul qui n'est pas connecté à un système de croyances ».

## Fiche technique
- Titre original : Into the Inferno
- Titre français : Au fin fond de la fournaise
- Réalisation : Werner Herzog
- Écrit par : Werner Herzog
- Photographie : Peter Zeitlinger
- Son : Laurent Kossayan
- Montage : Joe Bini
- Production : André Singer, Lucki Stipetic
- Société(s) de production : Matter of Fact Media, Spring Films, Werner Herzog Filmproduktion
- Société(s) de distribution : Netflix
- Pays d’origine :  Allemagne/ États-Unis/ Canada
- Langue : anglais
- Format : Couleur - HDCAM
- Genre : Film documentaire
- Durée : 104 minutes
- Dates de sortie :
  - États-Unis : 3 septembre 2016 (festival du film de Telluride)
  - Canada : 13 septembre 2016 (festival international du film de Toronto)
  - France : 28 octobre 2016

## Distribution
Dans leurs propres rôles :
- Werner Herzog
- Clive Oppenheimer
- Katia Krafft : volcanologue (archive)
- Maurice Krafft : volcanologue (archive)
- Kampiro Kayrento : chasseur de fossiles
- Tim D. White : paléoanthropologue
- Adam Bobette : chercheur
- Han Myong II : traducteur
- Kwon Sung An : historien
- Sri Sumarti : volcanologue
- Yonatan Sahle : archéologue
- James Hammond : géophysicien
- Mael Moses : chef

## Sortie
L'avant première mondiale  a lieu au festival du film de Telluride le 3 septembre 2016. Le film est par la suite projeté au festival international du film de Toronto le 13 septembre 2016. Il est diffusé mondialement sur Netflix le 28 octobre 2016,.